# ایزبرباش
شهر ایزبرباش (به روسی: Избербаш) در کشور روسیه و در جمهوری داغستان واقع شده‌است.